# Elsa Jacquemot
Elsa Jacquemot (Lyon, 3 de mayo de 2003) es una tenista francesa.
Jacquemot tiene como mejor ranking histórico de individuales en la WTA el No. 143, logrado en diciembre de 2022 tras conquistar su primer torneo como profesional. Lo logró en el ITF 100 de Dubai ante la polaca Magdalena Fręch. En dobles su mejor ranking ha sido el 325, logrado en septiembre de 2022.
Jacquemot hizo su debut en el cuadro principal de la WTA en el Abierto de Lyon 2020 en el cuadro de dobles junto a Estelle Cascino.
Jacquemot recibió un wildcard en el cuadro principal femenino del Abierto de Francia 2020, pero perdió ante la clasificada Renata Zarazúa en la primera ronda, luego ingresó y ganó la competencia femenina individual en el Abierto de Francia de 2020. Participó en el sorteo de dobles femeninos principales también como wildcard en asociación con Elixane Lechemia.

## Títulos WTA 125s

### Dobles (1–0)
| Resultado | Fecha                   | Torneos | Superficie | Pareja          | Oponentes                         | Resultado |
| --------- | ----------------------- | ------- | ---------- | --------------- | --------------------------------- | --------- |
| Campeona  | 15 de diciembre de 2024 | Limoges | Dura (i)   | Margaux Rouvroy | Erika Andreeva Séléna Janicijevic | 6-4, 6-3  |